# Metrovía
Metrovía es un sistema de autobús de tránsito rápido que funciona en la ciudad de Guayaquil, Ecuador. Fue el segundo BRT del país, después del Metrobus-Q de Quito. Fue inaugurada el 30 de julio de 2006 bajo de la administración de Jaime Nebot Saadi. Actualmente cuenta con cuatro troncales en actividad, además de 16 rutas alimentadoras. También posee 4 terminales de integración, 1 parada de integración, y 89 estaciones menores.
Su nombre oficial es Sistema Integrado Transporte Masivo Urbano de Guayaquil y está administrado por la "Fundación Municipal Transporte Masivo Urbano de Guayaquil", que a su vez está regulada por la M.I. Municipalidad de Guayaquil. Opera con autobuses articulados Busscar Urbanuss Pluss.
Con la Troncal 1 se inauguró la Metrovía, aunque de forma incompleta, ya que su recorrido comprendía únicamente desde el norte hasta el centro urbano; el tramo se completó al enlazar el centro urbano con el sureste.  La Troncal 2 empezó operaciones el 16 de febrero de 2013; mientras que la Troncal 3 fue inaugurada el 3 de julio de 2008, uniendo el noroeste de la ciudad con el centro urbano. Las troncales 1 y 3 suman en su totalidad alrededor de 30,51 km de recorrido. La red de líneas aún está en proceso de ampliación y en total se prevé construir 7 troncales.
Se ha convertido en uno de los principales medios de transporte de la ciudad de Guayaquil.

## Troncales

### Troncal 1 MetroQuil
La Troncal 1 de la Metrovía (Guasmo - Río Daule), abierta al público el 30 de julio de 2006, es la primera línea en operar en el sistema de autobús de tránsito rápido Metrovía, en Guayaquil. Se extiende desde la Terminal de Integración El Guasmo en populoso barrio del Guasmo al sur de la ciudad hasta la Terminal de Integración Río Daule frente a la Terminal Terrestre Jaime Roldós Aguilera.

### Troncal 2 MetroExpress
La troncal 2 de la Metrovía (25 de Julio - Río Daule) compuesta de 30 paraderos, cubre una distancia de 26 km (entre ida y vuelta) y tiene capacidad para transportar hasta 15 mil pasajeros por hora. Se integra con las troncales 1 (Metroquil) y 3 (Metrobastión) a través de rutas alimentadoras que brindan el servicio en sectores como Guasmo, Esteros, Fertisa, Trinitaria y Puerto Marítimo.

### Troncal 3 MetroBastión
La Troncal 3 de la Metrovía (Bastión Popular - Centro) es la segunda troncal (línea) en ser abierta al uso público del sistema de bus rápido Metrovía, en Guayaquil, Ecuador.
La línea fue inaugurada el 4 de mayo de 2008. Conecta el populoso barrio de Bastión Popular al norte de Guayaquil con el centro de la misma.

### Troncal 4 MetroUrbano (Batallón del Suburbio)
El 12 de octubre de 2022, se entregó la construcción de la vía y las paradas de la Troncal 4, que debe servir al sector Batallón del Suburbio. Se preveía que entrara en operación en 2023, pues aún restaba contratar al operador de esta troncal. El 23 de junio de 2025 la troncal inició operaciones a cargo del consorcio Metrourbano.

## Historia

### Antecedentes
La necesidad de la creación de un nuevo sistema de transporte público era vital para la ciudad de Guayaquil. El antiguo sistema de buses urbanos creaba un ambiente de caos, ya que la opinión pública apuntaba a que las unidades de transporte iban por lo general irrespetando las leyes de tránsito, con exceso velocidad y mal servicio por parte de los choferes.
Otro de los problemas era la inseguridad. Los usuarios estaban expuestos a robos en los buses, ya que la mayoría de los choferes permitían el comercio informal en las unidades de transporte, y algunos delincuentes se valían de esto para asaltar a los usuarios. Estos problemas llevaron a adoptar el sistema de transporte TransMilenio en la ciudad de Guayaquil.

### Inicios
El 26 de enero del 2004 fue creada la "Fundación Municipal Transporte Masivo Urbano de Guayaquil", un organismo privado regulado por la M.I. Municipalidad de Guayaquil. La finalidad de esta fundación municipal es el desarrollo, construcción, operación y administración de un nuevo sistema de transporte público dentro de la ciudad de Guayaquil. Como resultado final se dio la creación del Sistema Integrado Transporte Masivo Urbano de Guayaquil, conocido como Sistema Metrovía, tomando como referencia el ya mencionado sistema Transmilenio de Colombia.
El Sistema Integrado Transporte Masivo Urbano de Guayaquil inició sus actividades el 29 de julio de 2006, un día antes de su inauguración oficial.

### Inauguración
El 30 de julio de 2006, después de dos años de haber comenzado su construcción, el Sistema Metrovía inició oficialmente sus operaciones en la ciudad.

## Terminales de Integración
Las "Terminales de Integración" son las estaciones principales de la Metrovía, de las cuales parten y terminan sus recorridos los diferentes buses articulados y alimentadores de dicho sistema de transporte. Están ubicadas en los extremos de la ciudad de Guayaquil. Actualmente existen cuatro terminales: Río Daule, El Guasmo, Bastión Popular y Av. 25 de julio. 
Las "Paradas de Integración", a diferencia de las terminales, son de menor tamaño y sirven como eje de cruces entre las varias troncales. La Parada de Integración I.E.S.S. y la de la Biblioteca Municipal sirven para integrar las troncales 1 y 3; mientras que las estaciones Iglesia La Victoria y Plaza La Victoria conectan las troncales 2 y 3; finalmente la estación Pradera 1 sirve como enlace entre las troncales 1 y 2.
|                           |
| Terminal Bastión Popular. |

|                                                                 |
| Detalle del armazón metálico que soporta el techo del terminal. |

## Tarjeta Magnética
La Fundación Municipal Transporte Masivo Urbano de Guayaquil distribuye a los usuarios de la Metrovía de tarjetas magnéticas recargables utilizadas como vale para el pago del servicio de transporte. Los pasajeros pueden pagar en efectivo el valor del pasaje en ciertas paradas o adquirir estas tarjetas para un uso más ordenado. Se pueden adquirir por un valor de $2,00, y luego al valor de un pasaje en los terminales de integración, y sus recargas pueden realizarse en cualquier estación dentro del recorrido. Existen varias tarjetas recargables de acuerdo al valor del pasaje que paga cada individuo:
| Código | Color   | Público                         | Tarifa                            |
| ------ | ------- | ------------------------------- | --------------------------------- |
| TM-G   | Celeste | General Personalizada           | Valor total de pasaje             |
| TM-G   | Roja    | General sin personalizar        | Valor total de pasaje             |
| TM-E   | Naranja | Estudiantes                     | 50% de descuento                  |
| TM-3   | Verde   | Tercera Edad                    | 50% de descuento                  |
| TM-D   | Celeste | Personas con Movilidad reducida | 50% de descuento                  |
| TM-N   | Celeste | Personas No Videntes            | 100% de descuento - Pasaje gratis |

## Servicios adicionales
Desde septiembre de 2013, se ofrece servicio de Wi-Fi gratuito en todas las paradas de la Metrovía.

## Críticas

### Incumplimiento del plan de siete troncales
El proyecto original del Sistema Metrovía fue presentado en 2004 con un plan maestro que contemplaba la construcción de siete troncales que cubrirían las principales zonas urbanas de Guayaquil. Dicho plan estaba dividido en dos fases: la Fase I contemplaba tres troncales con fecha límite para 2008, mientras que la Fase II sumaría cuatro troncales adicionales, con un plazo máximo establecido para 2015. Sin embargo, estas metas no se cumplieron, evidenciando un retraso significativo que ha afectado la cobertura, calidad y expansión del sistema.
Históricamente, la inauguración parcial de la primera troncal (Troncal 1 - Guasmo a Río Daule) se dio en julio de 2006, con un retraso de más de un año respecto a la fecha prevista para enero de 2005. La Troncal 3, también parte de la Fase I, abrió operaciones en 2008, cumpliendo parcialmente con el plan, pero la Troncal 2 sufrió un retraso considerable: planificada para 2008, empezó a operar hasta 2013, cinco años después de lo proyectado. La situación se agravó con la Fase II, donde solo se inauguró la Troncal 4 (Batallón del Suburbio - Centro) en 2025, con cinco años de retraso respecto al calendario oficial de 2020, mientras que las demás troncales (5, 6 y 7) permanecen sin iniciar obras ni contar con fechas definidas.
Este incumplimiento ha sido atribuido a una combinación de factores administrativos, políticos y económicos. Diversos analistas señalan falta de continuidad en los proyectos de transporte masivo entre administraciones, limitaciones presupuestarias y decisiones estratégicas cuestionables. Por ejemplo, la decisión de priorizar obras complementarias o la ampliación de otras infraestructuras urbanas por encima de la expansión del Metrovía ha atrasado la ejecución de las últimas troncales.
Además, el entonces alcalde Jaime Nebot fue criticado por minimizar públicamente la importancia de las troncales pendientes. En entrevistas, cuando se le cuestionó por el retraso o ausencia de las troncales 5, 6 y 7, Nebot declaró que esas rutas eran “muy pequeñas” para ser consideradas verdaderas troncales, buscando desviar la atención y evitar reconocer el incumplimiento del plan original. Esta actitud fue interpretada por críticos y usuarios como un intento de ocultar un fracaso administrativo y disminuir el impacto político del retraso.
El impacto urbano y social del incumplimiento es tangible. Barrios y sectores densamente poblados como Monte Sinaí, Flor de Bastión, Prosperina, Guayacanes y la zona industrial del sur, que habrían sido beneficiados por las troncales pendientes, continúan dependiendo de transporte convencional y rutas alimentadoras con baja capacidad y eficiencia. Esto genera tiempos de viaje más largos, mayor congestión vehicular y limita el acceso equitativo al transporte público, contraviniendo los principios de movilidad urbana sostenible.
En suma, el incumplimiento de la expansión total del Metrovía afecta la planificación urbana integral de Guayaquil y refleja problemas estructurales en la gestión del transporte público masivo, evidenciando la necesidad de una revisión y actualización del plan estratégico, con mayor transparencia, compromiso político y participación ciudadana.

### Calidad del servicio
Pese a haber mejorado el ordenamiento del transporte público en sus primeros años, el sistema Metrovía enfrenta críticas persistentes sobre la calidad de su servicio. Entre los problemas más comunes están la **saturación en horas pico**, **frecuencias irregulares**, **tiempos de espera prolongados**, **poca ventilación en las unidades** y **deficiencias en el mantenimiento**, tanto de estaciones como de buses.
En particular, la inauguración de la Troncal 4 con buses tradicionales —a diferencia de los articulados que caracterizan a las otras troncales— ha sido percibida por usuarios y expertos como un retroceso en la calidad y capacidad del sistema. Las paradas construidas con infraestructura para buses articulados no se han aprovechado plenamente debido al tipo de unidades asignadas.
Otros temas recurrentes incluyen quejas por **inseguridad**, presencia de **comercio informal** dentro de las unidades, fallos en la **recaudación automática** y falta de **mejoras tecnológicas** como apps de rutas o seguimiento en tiempo real. Aunque el sistema introdujo Wi-Fi gratuito en estaciones en 2013, no ha habido mayores avances tecnológicos desde entonces. Estos elementos han limitado su competitividad frente a otros modos de transporte y su capacidad de atraer nuevos usuarios.